# USS Hobson (DD-464)
Эскадренный миноносец «Хобсон» (англ. USS Hobson (DD-464)) — американский эсминец типа Gleaves.
Заложен на верфи Charleston Navy Yard, Чарльстон 14 ноября 1940 года. Спущен 8 сентября 1941 года, вступил в строй 22 января 1942 года.
15 ноября 1944 года переклассифицирован в быстроходный тральщик DMS-26.
27 апреля 1952 года затонул в результате столкновения с авианосцем CV 18 «Wasp» в Северной Атлантике.
Из ВМС США исключён 29 июля 1944 года.